# The Vanishing Race
The Vanishing Race (o The Vanishing Tribe) è un cortometraggio muto del 1912 diretto da Allan Dwan.

## Produzione
Il film fu prodotto dalla Flying A (American Film Manufacturing Company).

## Distribuzione
Distribuito dalla Film Supply Company, il film - un cortometraggio in una bobina di genere western - uscì nelle sale cinematografiche USA l'11 luglio 1912.